# Козельский лагерь
Козельский лагерь — советский лагерь для содержания польских военнопленных, располагавшийся на территории Оптиной пустыни недалеко от города Козельска (ныне Калужская область).

## История
На территории монастыря Оптина пустынь в 1931 году был открыт Дом отдыха имени Горького. В ноябре 1939 года, после раздела Польши, по приказу Л. Берии НКВД СССР преобразовал дом отдыха в концлагерь, где в ожидании обмена военнопленными между Германией и СССР разместили около 5000 польских офицеров. Весной 1940 года большая часть из них (свыше 4,4 тыс. человек) была отправлена «в распоряжение УНКВД по Смоленской области», в результате чего они были расстреляны в Катынском лесу.
В годы Великой Отечественной войны на месте Козельского лагеря в помещениях монастыря сначала был госпиталь, а затем в 1944—1945 годах проверочно-фильтрационный лагерь НКВД СССР для возвратившихся из плена советских офицеров, а после войны до 1949 года размещалась воинская часть.

## Узники
Воспоминания уцелевших опубликованы в переводе польского сборника о Катыни (1989).
Известен один выживший в этом лагере свидетель расстрела в Катыни — экономист, историк Станислав Свяневич.